# 瓦沃納 (加利福尼亞州)
瓦沃納（英語：Wawona）是位於美國加利福尼亞州馬里波薩縣的一個人口普查指定地區。

## 地理
瓦沃納的座標為37°32′13″N 119°39′23″W / 37.53694°N 119.65639°W，而該地最高點為海拔高度1219米（即3999英尺）。

## 人口
根據2010年美國人口普查的數據，瓦沃納的面積為16.434平方千米，當中陸地面積為16.434平方千米，而水域面積為0.000平方千米。當地共有人口169人，而人口密度為每平方千米10人。